# 博克霍恩
博克霍恩（德語：Bockhorn，發音：[ˈbɔkhɔʁn]）是德国下萨克森州弗里斯兰县的市镇，面积77.27平方千米，2023年12月31日人口为9,019人。